# Жевуські
Жевуські — русько-польський шляхетський рід герба «Кривда».
Перша згадка про рід у документах датується 1541 роком і пов'язана з іменем Криштофа Жевуського. Відомі численними старостами, воєводами, офіцерами, єпископами, письменниками.

## Походження
Родинним гніздом Жевуських була місцевість на Підляшші на південь від Дорогичина, а саме села Бейди, Старі Жевускі та Завади Жевускі. Оскільки в добу Руського Королівства ці терени входили до складу Берестейської волості Володимирського князівства, можна припустити, що предки Жевуських були руського походження. Разом з тим, піднесення роду відноситься лише до XVII століття і про його ранніх представників - дрібних шляхтичів, збереглось мало даних. 

## Представники
Кшиштоф — дідич села Довжок
Згідно з актами 1540 —1541 років, Павло Жевуський залишив по собі трьох синів: Мацея, Станіслава та Миколая. З них у Миколая був син Вавжинець:
- Вавжинець
  - Францишек Казимир Бейдо Жевуський
    - Міхал Бейдо Жевуський
    - Йозеф Бейдо Жевуський

  - Станіслав (†1668) — львівський земський суддя
    - Міхал Флоріан Жевуський — польський шляхтич та військовий діяч
      - Ельжбета Концепольська — дружина Яна Концепольського
      - Адам Міхал Жевуський (? — 1717) — є давнім предком Кароліни Марії Лянцкоронської — власниці палацу у Комарному.
        - Антоніна Мячинська
        - Михайло Йозеф Жевуський (? — 11 січня 1770) — польський шляхтич, військовик, урядник Речі Посполитої, меценат. Дружина Франциска Цетнер 
          - Ян Жевуський
          - Франциск Жевуський — у шлюбі з Юліанною Скарбек
          - Адам Жевуський
          - Казимир (1750 — 7 липня 1820) — староста, депутат сейму.

      - Станіслав Матеуш Жевуський, брат попереднього, є прапрадідом Евеліни — коханої Оноре де Бальзака. 
        - Маріанна Потоцька — дружина Станіслава Потоцького
        - Сабіна Ледоховська
        - Лукаш Жевуський
        - Северин Жевуський — двічі одружений, дітей не мав
        - Вацлав Петро Жевуський — власник сіл Роздол, Олесько та Підгірці. Одружений з Анною Любомирською
          - Йозеф Жевуський
          - Станіслав Фердинанд Жевуський — генерал королівських військ, кавалер орденів Білого Орла та св. Станіслава, власник Погребищ. Дружина Катаржина Радзивіл
            - Анна
            - Адам Вавжинець Жевуський — власник Погребищ та Чуднова, предводитель дворянства Київської губернії. Дружина Юстина Рдултовська
              - Генрік Жевуський (1791—1866) — письменник та публіцист, предводитель дворянства Волинської губернії. Власник Чуднова. У шлюбі з Юлією Грохольською
              - Кароліна Собанська (1795—1885) — чоловік Геронім Собанський. Згодом цивільна дружина генерала Вітта
              - Адам Жевуський (1801—1888) — власник Погребищ, Борщагівки та Верхівні. У 1856 році отримав графський титул в Російській імперії. Був тричі одружений
                - Станіслав Жевуський — граф
                - Адам Вітольд Жевуський (1869—1939 рр.) — граф, його дружина відома італійська оперна співачка Олімпія з роду Монетті-Бонорат.
                  - Адам Жевуський
                  - Леон Жевуський
                  - Ева

                - Леон Жевуський — граф, у шлюбі з Яніною Ліпковською

              - Евеліна Ганська (1803—1882)
              - Поліна Різнич
              - Ернест Жевуський (1812—1862) — з 1856 р. граф. Дружина — Констанція Івановська, власниця Вчорайшого
                - Марія
                - Ернестина Меленевська
                - Адам — одружений з Марією Володимирівною Потоцькою
                  - Вацлав
                    - Софія Подгорська

                  - Ернестина

          - Северин Юзеф Жевуський — третій син Станіслава Матеуша, коронний польський гетьман, власник Олесько, Підгірці та Глибочки. Кавалер орденів Білого Орла та св. Станіслава. У шлюбі з Констанцією Любомирською. 
            - Ізабелла Вальдштейн
            - Марія Потоцька — дружина Ярослава Потоцького
            - Вацлав Северин Жевуський — у шлюбі з Розалією Любомирською
              - Каліста Теано
              - Станіслав Жевуський
              - Вітольд Жевуський
              - Лев Жевуський

      - Маурицій Жевуський
      - Юзеф Жевуський — чернігівський стольник, староста вільховецький, дружина — внучка гетьмана Івана Виговського Мар'яна[2]
        - Вінцентій Жевуський